# مارسيلو راموس
مارسيلو راموس (بالبرتغالية: Marcelo Ramos‏) (مواليد 25 يونيو 1973)، هو لاعب كرة قدم سابق كان يلعب كمهاجم.

## وصلات خارجية
- مارسيلو راموس على موقع رابطة كرة القدم اليابانية للمحترفين (اليابانية)
- مارسيلو راموس على موقع قاعدة بيانات كرة القدم.إي يو (الإنجليزية)
- مارسيلو راموس على موقع Soccerway.com (الإنجليزية)
- مارسيلو راموس على موقع عالم كرة القدم.نت (الإنجليزية)